# Natri dehydroacetat
Natri dehydroacetat là một hợp chất hữu cơ có công thức Na(CH3C5HO(O2)(CH3)CO). Nó là muối natri của axit dehydroacetic, là một dẫn xuất của axit acetic. Hợp chất này chủ yếu tồn tại dưới dạng bột màu trắng.
Nó có số E là "E266".

## Ứng dụng
Natri dehydroacetat được dùng làm chất diệt nấm, làm dẻo, kem đánh răng, chất bảo quản trong thực phẩm.